# Swiss International 2011
Die Swiss International 2011 im Badminton fanden vom 20. Oktober bis zum 23. Oktober 2011 in Belp, Schweiz, statt. Das Preisgeld betrug 15.000 US-Dollar. Das Turnier hatte damit ein BWF-Level von 4A.

## Finalresultate
| Disziplin    | Sieger                             | Finalist                      | Ergebnis            |
| ------------ | ---------------------------------- | ----------------------------- | ------------------- |
| Herreneinzel | Andre Kurniawan Tedjono            | Valeriy Atrashchenkov         | 21:16, 21:12        |
| Dameneinzel  | P. V. Sindhu                       | Carola Bott                   | 21:11, 21:11        |
| Herrendoppel | Łukasz Moreń Wojciech Szkudlarczyk | Pranav Chopra Akshay Dewalkar | 17:21, 21:16, 21:12 |
| Damendoppel  | Pradnya Gadre Prajakta Sawant      | Laura Choinet Audrey Fontaine | 19:21, 21:10, 21:10 |
| Mixed        | Vitaliy Durkin Nina Vislova        | Sergey Lunev Evgeniya Dimova  | 22:20, 25:23        |